# Africa's Blood
Africa's Blood je osmi album sastava The Upsetters. Izdan je 1972. pod etiketom Trojan Records i pod etiketom Upsetter Records, a producirao ga je Lee Scratch Perry. Žanrovski pripada dubu i roots reggaeu.

## Popis pjesama

### Strana A
1. Do Your Thing - Dave Barker - 3:49 (tekst: Perry)
2. Dream Land - The Upsetters - 2:38 (tekst: Livingston)
3. Long Sentence - The Upsetters - 2:25 (tekst: Perry)
4. Not Guilty - The Upsetters - 3:12 (tekst: Perry)
5. Cool And Easy - The Upsetters - 2:32 (tekst: Perry)
6. Well Dread Version 3 - The Addis Ababa Children - 2:32 (tekst: Perry)
7. My Girl - The Upsetters - 3:16 (tekst: Robinson, White)

### Strana B
1. Saw Dust - The Upsetters - 2:23 (tekst: Perry)
2. Place Called Africa Version 3 - Winston Prince (AKA Dr. Alimantado) - 2:51 (tekst: Perry)
3. Isn't It Wrong - The Hurricanes - 2:52 (tekst: Perry)
4. Go Slow - The Upsetters - 2:58 (tekst: Perry)
5. Bad Luck - The Upsetters - 2:49 (tekst: Perry)
6. Move Me - The Upsetters - 2:34 (tekst: Perry)
7. Surplus - The Upsetters - 2:13 (tekst: Perry)